# Johanitská komenda u svatého Víta (Mladá Boleslav)
Komenda johanitů v Mladé Boleslavi u kostela sv. Víta existovala v letech 1255-1421.

## Historie komendy
Prvním a nejstarším kostelem v Mladé Boleslavi byl kostel sv. Víta na Podolci, který se připomíná roku 1255, když při něm založila Hostilka, vdova po Markvartovi z Března, špitál a svěřila jej johanitům, kteří zde zřídili komendu. Jejím prvním komturem byl Pavel. Komenda dostala i pozemky, domy a několik vesnic (Týnec nad Dobrovicevsí, Nepřívěč, Jemníky). V podhradí „na Podolci“ bylo centrum Boleslavi až do roku 1344, než vzniklo město nové.
V roce 1374 bylo ve špitále zaopatřeno 7-8 chudých. Jinak víme o komendě již jen velmi málo. Roku 1392 se připomíná komtur Hynek. Posledním komturem byl Jan z Hlavice, který vedl komendu až do husitské revoluce. Roku 1421 komenda zanikla, ale vlastní budova i kostel zůstal a podlehl zkáze roku 1631, kdy byl císařskými vojsky vypálen. V 18. století byl opět obnoven, ale císař Josef II ho zrušil definitivně.